# Tharpyna varica
Tharpyna varica là một loài nhện trong họ Thomisidae.
Loài này thuộc chi Tharpyna. Tharpyna varica được Tord Tamerlan Teodor Thorell miêu tả năm 1890.